# Asceua septemmaculata
Asceua septemmaculata là một loài nhện trong họ Zodariidae.
Loài này thuộc chi Asceua. Asceua septemmaculata được Eugène Simon miêu tả năm 1893.